# Silvan Hefti
Silvan Hefti (sinh ngày 25 tháng 10 năm 1997) là một cầu thủ bóng đá người Thụy Sĩ thi đấu cho Hamburger SV.